# Bahnhofsbrief

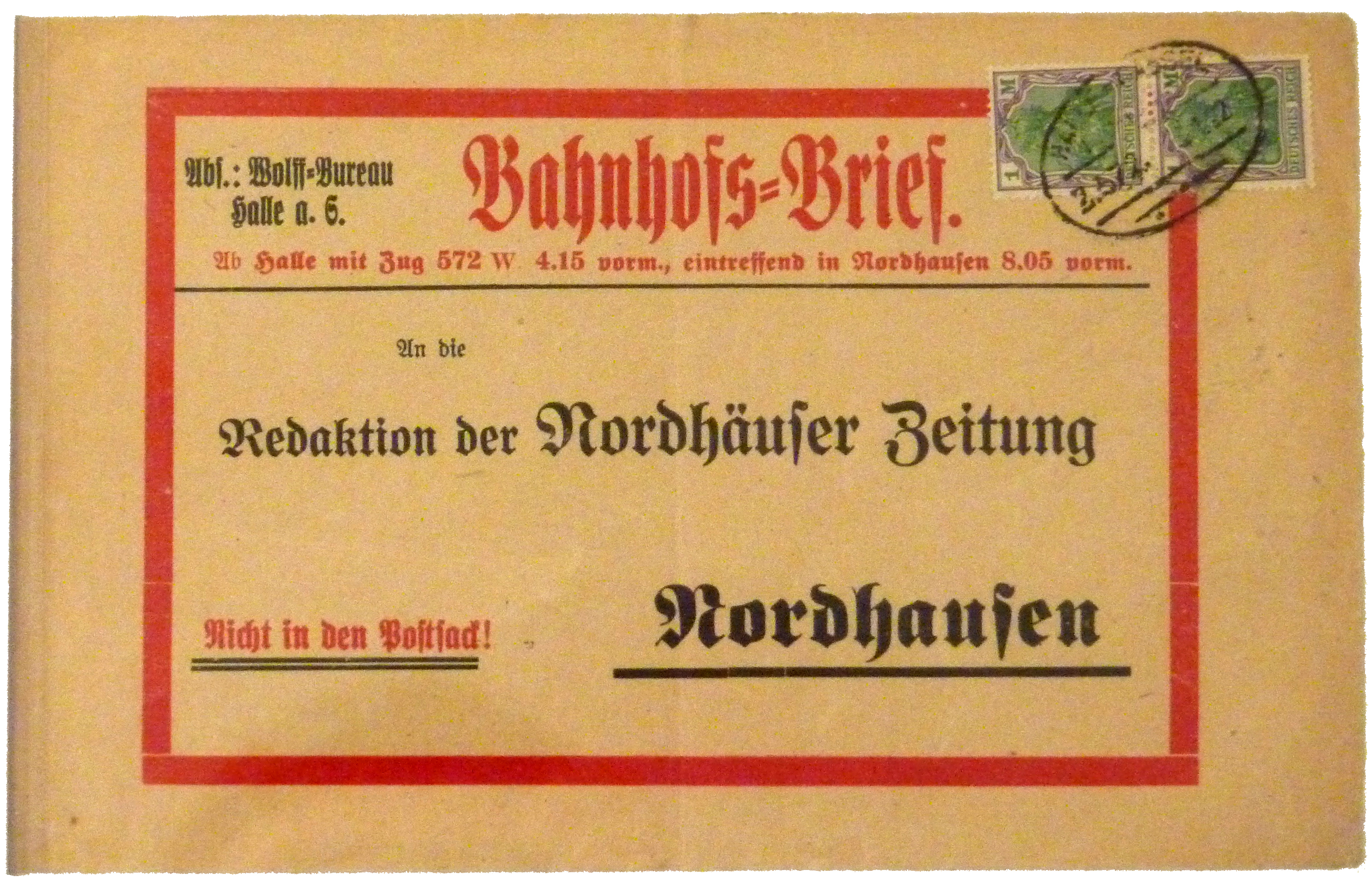
Bahnhofsbrief von Halle (Saale) nach Nordhausen an die Redaktion der Nordhäuser Zeitung. Absender ist die Filiale Halle (Saale) der Nachrichtenagentur Wolffs Telegraphisches Bureau (WTB). Bahnpoststempel von der Strecke: Halle–Kassel.

Ein Bahnhofsbrief bzw. eine Bahnhofssendung war in Deutschland, Österreich und der Schweiz eine spezielle Versandform für Briefe, später auch von Zeitungen, die nach dem Transport auf einer festgelegten Bahnstrecke vom Empfänger unmittelbar nach Ankunft des Zuges am Zielbahnhof in Empfang zu nehmen waren.

## Deutsches Reich
- Bahnhofsbriefe

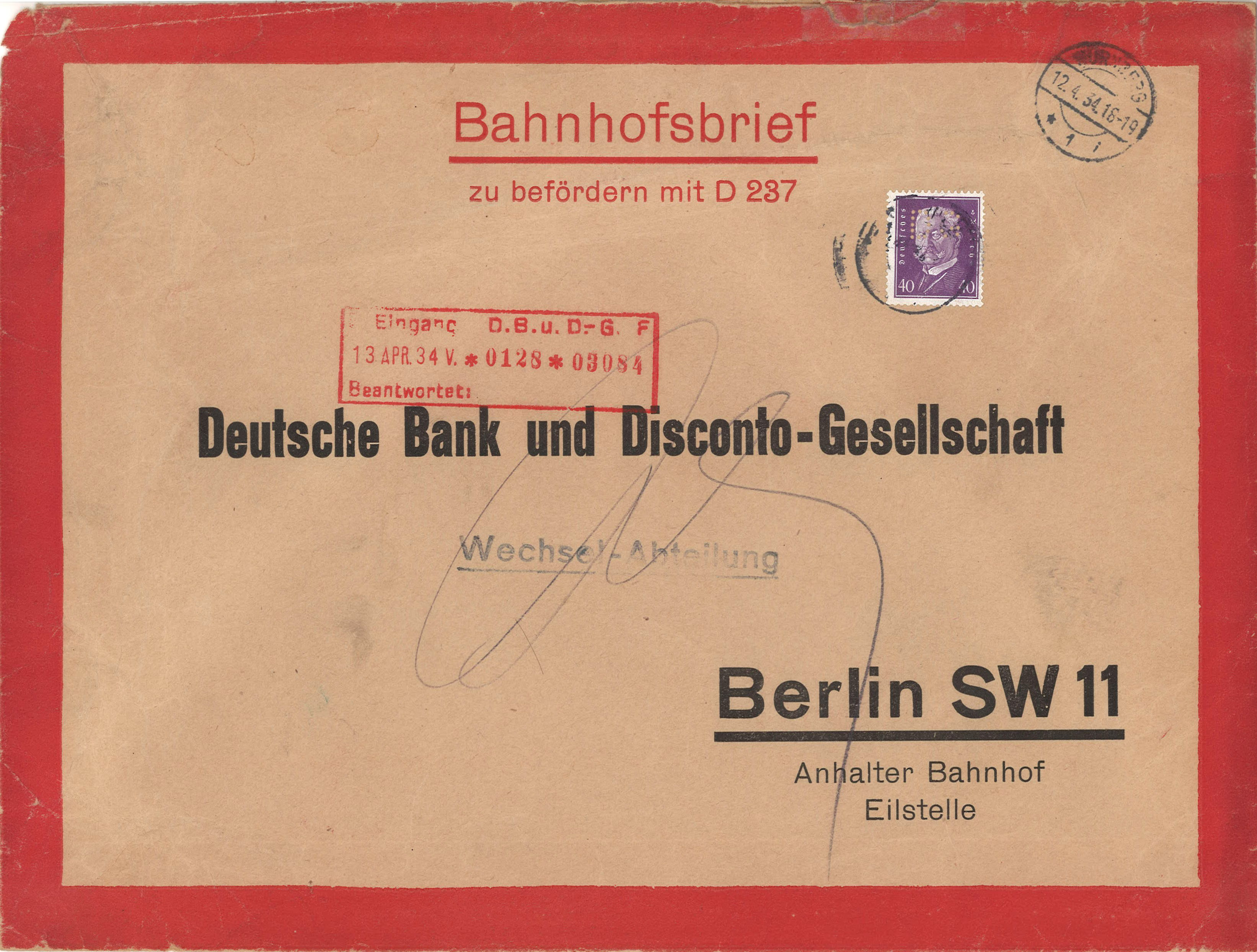
Bahnhofsbrief von 1934 (Berlin SW 11), Anhalter Bahnhof, Eilstelle (277 × 208 mm)

Mit General-Verfügung Nr. 132 „Aushändigung von Briefen auf dem Bahnhof unmittelbar nach Ankunft der Eisenbahnzüge“ vom 25. Mai 1874 der Deutschen Reichspost-Verwaltung wurde diese Versandform von der Reichspost, die den ehemaligen Norddeutschen Postbezirk und das Großherzogtum Baden umfasste, eingeführt. Für die tägliche Abholung eines mit einem bestimmten Eisenbahnzug beförderten Briefes, dessen Höchstgewicht bei 250 g lag, von einem Absender an einen Empfänger musste neben dem Porto für den gewöhnlichen Brief eine monatliche Gebühr von 4 Talern (kaufkraftbereinigt heute rund 96 Euro) entrichtet werden.

Für Bahnhofsbriefe galten besondere Gestaltungsvorschriften für den Briefumschlag – unter anderem die Aufschrift „Bahnhofsbrief“, der rote Rahmen auf der Umschlagsvorderseite und die Absenderangabe. Die Entwertung der Marken erfolgte nicht selten durch Bahnpoststempel. Zur gesonderten Beförderung wurden häufig Sendungen mit Texten aus Nachrichtenbüros an Zeitungsredaktionen oder eilige Schecks bzw. Wechsel im Bankenverkehr aufgegeben. Sie waren von den normalen Postsendungen getrennt zu halten, wie aus dem auf manchen Sendungen zu findenden Hinweis „Nicht in den Postsack!“ hervorgeht.

Die Versendungsart „Bahnhofsbriefe“ wurde dann auch am 1. Juni 1889 in § 21a der Postordnung der Reichspost von 1879 geregelt. Die monatliche Gebühr betrug nunmehr 12 Mark. Seit dem 1. April 1900 wurde diese Gebühr auf 4 Mark für die Woche oder einen Teil einer Woche ermäßigt, wenn die Beförderung für kürzere Fristen als einen Monat erfolgen soll. Während der Zeit der Inflation stiegen diese Sätze mit. So betrug die Gebühr am 26. November 1923 = 2.400 bzw. 800 Milliarden Mark und, nachdem die stabile Rentenmark eingeführt worden war, am 1. Dezember 1923 wieder 12 bzw. 4 Mark. Am 1. Oktober 1925 erhöhte sie sich dann auf 18 bzw. 6 Mark.  Dieser Stand war auch noch am 1. Januar 1933 gegeben.
- Bahnhofs–Zeitungen

Zur vorgenannten Versendungsart gehören auch die „Bahnhofs–Zeitungen“, womit Bahnhofsbuchhändler und auswärtige Zeitungsverteilstellen auf schnellstem Weg die neuesten Presseerzeugnisse beziehen konnten. Auch der Bahnhofs-Zeitungsdienst ist in der Zulassungsverfügung für die Bahnhofsbriefe vom 27. Mai 1874 (vgl. dort: S. 239) mit enthalten, stellt dort allerdings noch auf briefpostmäßige Beschaffenheit der Sendung ab. Seit dem 1. Juli 1925 konnten Zeitungen in Paketen oder Säcken mit einem Höchstgewicht von 20 kg je Sendung von den Verlegern angeliefert werden; ab 1. März 1935 wurden neue Gewichtsstufen eingeführt: Bis 2 kg betrug das Porto RM 0,60, je weitere 500 g RM 0,10. Es waren dabei rot umrandete Adressaufkleber mit fettem Eindruck „Bahnhof-Zeitungen“ zu verwenden. Gegen Vorlage eines Ausweises wurden die Sendungen am Bestimmungsbahnhof unmittelbar nach Ankunft des Zuges bei diesem abgeholt.

Grundsätzlich sollten die Gebühren auf den Sendungen mit Freistempeln verrechnet werden. Ausnahmsweise waren auch Postwertzeichen (Briefmarke) zur Freimachung zugelassen, so dass diese Frankaturen auch des Öfteren vorkommen; im Zweiten Weltkrieg waren sie bei der Versendung von Zeitungen aus den besetzten Gebieten grundsätzlich notwendig.

## Westliche Besatzungszonen, BRD und West-Berlin
In der britischen Zone wurden Bahnhofsbriefe am 11. September 1947 allgemein zugelassen, 1949 mit West-Berlin. Später wurde der Bahnhofsbriefdienst in der amerikanischen und britischen Zone sowie zwischen beiden Zonen unbeschränkt angeboten. Es folgte die Zulassung in der französischen Zone am 1. April 1948. Nicht zugelassen war der Bahnhofsbrief von den Westzonen in die Sowjetische Besatzungszone (SBZ) bzw. nach Ostberlin.
Die Bundespost beförderte Bahnhofsbriefe durch in die Züge eingestellte Bahnposten und  als Briefpost durch Vermittlung des Eisenbahnzugpersonals, wenn sich am Bestimmungsbahnhof oder in seiner Nähe eine Postanstalt befand, wo die Bahnhofsbriefe unverzüglich nach Eingang der mit der Bahn angelieferten Post zur Abholung bereitgestellt werden konnten. Die Aushändigung der Sendungen nach Ankunft des Zuges war ausschließlich durch Postpersonal zulässig. Damit konnte die Aushändigung am Zug direkt oder auch im Bahnpostamt oder in einer anderen Postanstalt in Bahnhofsnähe erfolgen. Der Empfänger musste sich mit einem postamtlichen Ausweis legitimieren. Mangels eines einheitlichen Formulars wurden die Ausweise von den ausgebenden Postämtern unterschiedlich gestaltet.

Während der Absender die Gebühr wie für gewöhnliche Briefe und in denselben Gewichtsstufen durch Postwertzeichen oder Freistempelung auf der Sendung zu entrichten hatte, musste der Empfänger eine besondere Aushändigungsgebühr zahlen, die für den Kalendermonat oder, bei nur kurzzeitiger Nutzung dieses Beförderungsdienstes, die Kalenderwoche zu entrichten war. Betrug sie 1954 für den Kalendermonat noch 30 DM und je Kalenderwoche 10 DM, betrug sie betrug 1978 bereits 80 DM bzw. 30 DM und 1989 sogar 120 DM pro Monat und 50 DM pro Woche. Die Gebühr war im Voraus zu entrichten und wurde postseitig im „Nachweis besonderer Postgebühren“, der nicht mit Freimarken verrechnete Postgebühren auswies, nachgewiesen. Mit diesen Kosten war die besondere betriebliche Behandlung bei Einlieferung, während des Transports, wie beispielsweise die von den regulären Briefsendungen getrennte Bearbeitung und Verwahrung sowie bei der Aushändigung abgegolten. Die genauen Regularien ergeben sich aus dem „Postleitfaden für die Ausbildung – Postordnung und Gebührenkunde“ von 1954.
 Am 1. März 1963 ersetzte der Kursbrief den bisherigen Bahnhofsbrief. Gleichzeitig endete die Beförderung von Bahnhofs-Zeitungen; die Kursbriefe wurden dann am 31. August 1989 durch die Versandform Datapost abgelöst. Der Kursbrief konnte jedoch gemäß Verordnung zur Änderung postbenutzungsrechtlicher Vorschriften (PostVÄndV) vom 23. Juni 1989 noch bis zum 31. August 1990 verwendet werden.

## SBZ, DDR und Verkehrsgebiet Ost (VGO)
In der SBZ war nur die Briefgebühr zu zahlen.
Die Beförderungsleistung „Bahnhofsbrief“ oder „Bahnhofssendung“ wurde dann auch von der Deutschen Post der DDR mit unterschiedlichen Portosätzen für die regelmäßige Einlieferung und die unregelmäßige Einlieferung angeboten. Im Gegensatz zur Bundespost der BRD, wo die Zusatzkosten dieser Eilbeförderung vom Empfänger zu tragen waren, verblieb es bei der Deutschen Post der DDR bei der Gebührenentrichtung durch den Absender. Bei der regelmäßigen Einlieferung war eine Wochengebühr von 12 Mark (ab 1. Juli 1990: 20 DM) oder eine Monatsgebühr von 36 M (ab 1. Juli 1990: 60 DM) zu entrichten. Bei unregelmäßiger Einlieferung betrug die Zusatzgebühr bis 30. Juni 1990 2 M (ab 1. Juli 1990 im Verkehrsgebiet Ost 3,50 DM).
Das Höchstgewicht betrug 5.000 g. Es gab allerdings in der Praxis unter Rückgriff auf ältere Postbestimmungen bei der Beförderung von DDR-Dienstpost auch die Möglichkeit, schwerere Sendungen („unteilbare Sendungen“) zu befördern. Ein Ankunftsstempel zum Nachweis des Postlaufs wurde nur auf Dienstpostsendungen angebracht.
Im Zuge der deutschen Wiedervereinigung war es zur erneuten Aufnahme der Bahnhofssendung in den Leistungskatalog der Deutschen Bundespost im so genannten Verkehrsgebiet Ost (VGO) gekommen. Die Aufgabe solcher Sendungen war bis zum 30. Juni 1991 möglich; Einzelstücke wurden unbeanstandet bis zum 16. Juli 1991 befördert.

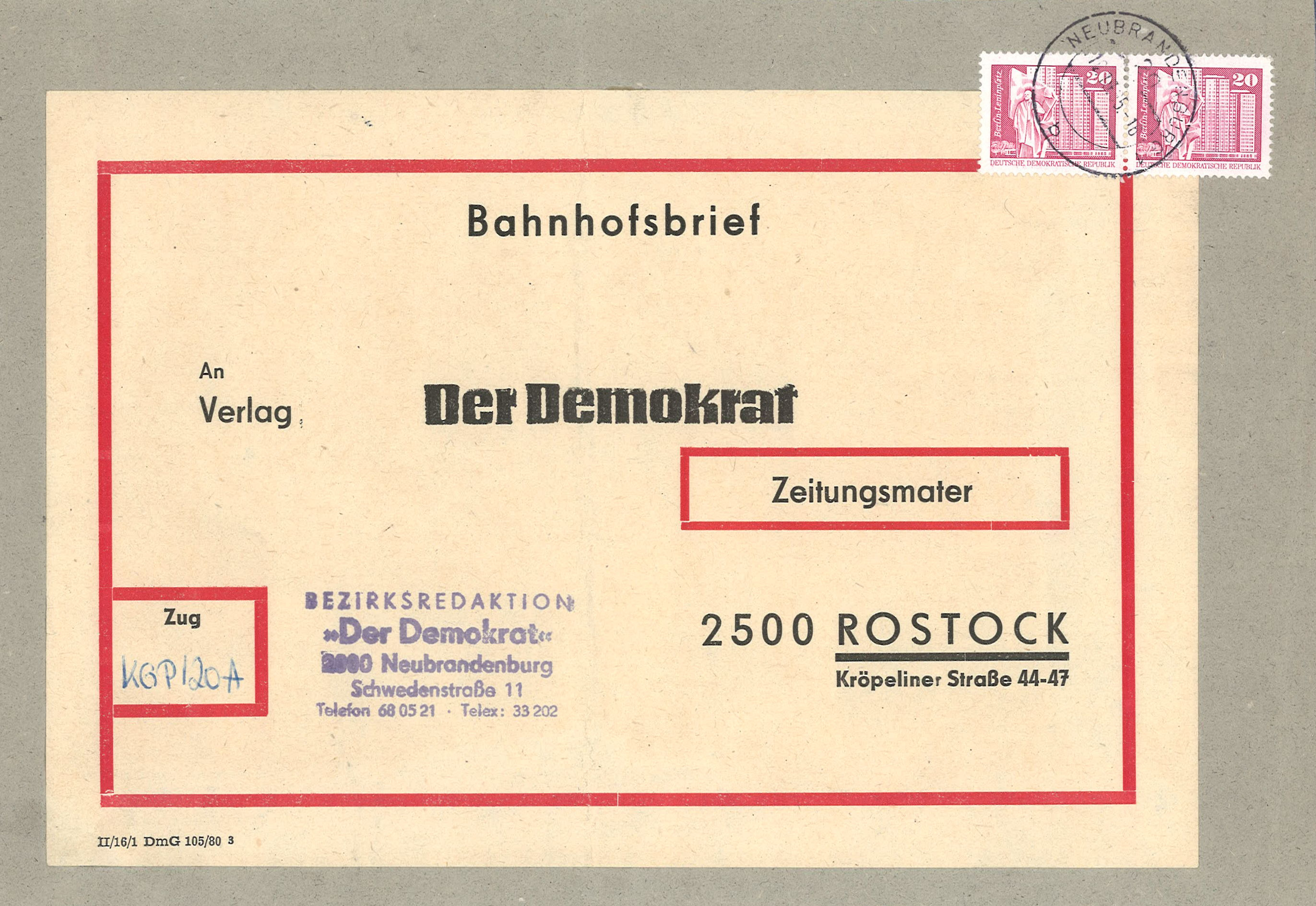
Bahnhofsbrief vom 10. Juli 1985 (regelmäßige Einlieferung)
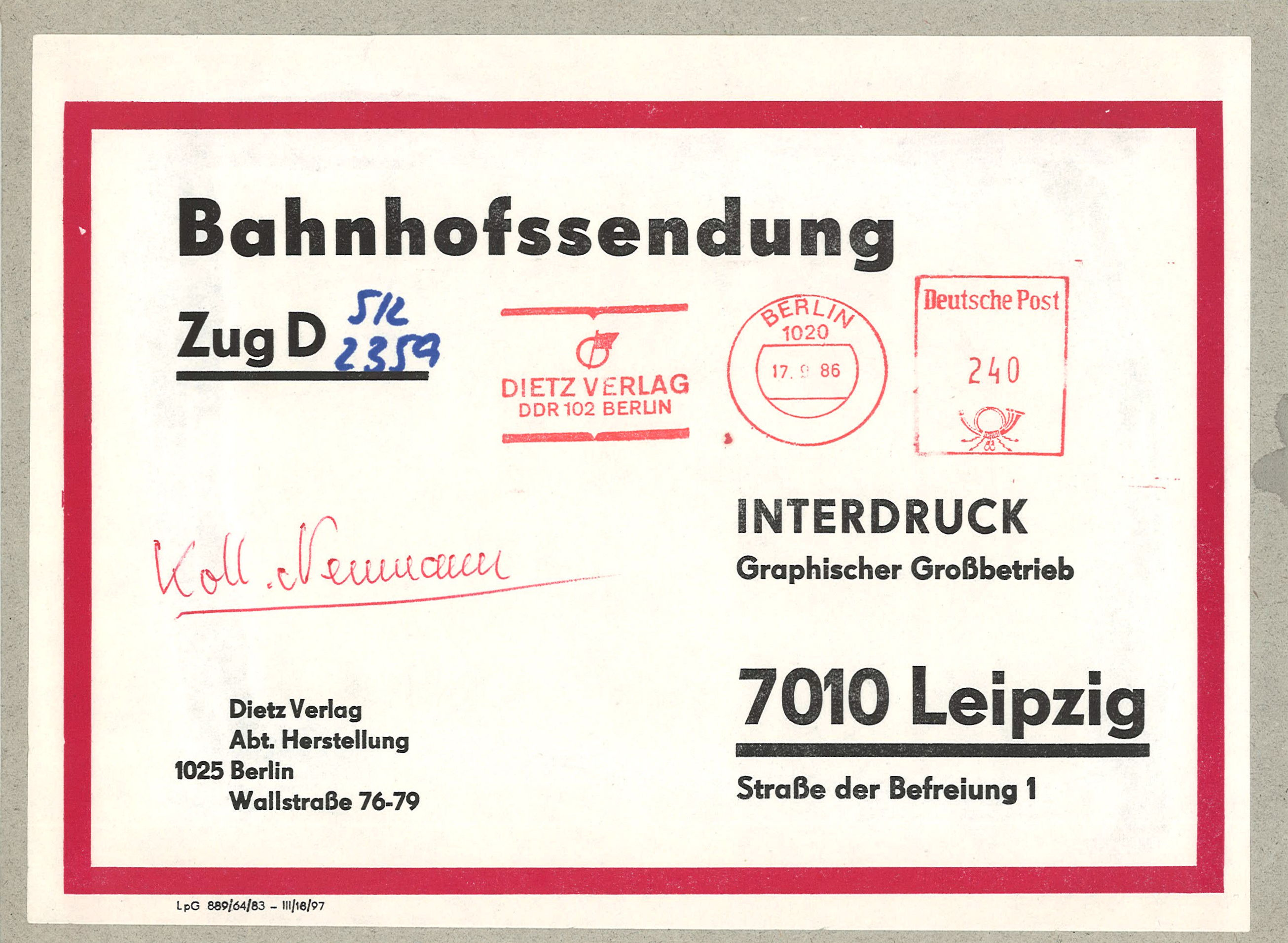
Bahnhofssendung vom 17. September 1986 mit Absenderfreistempel (unregelmäßige Einlieferung)
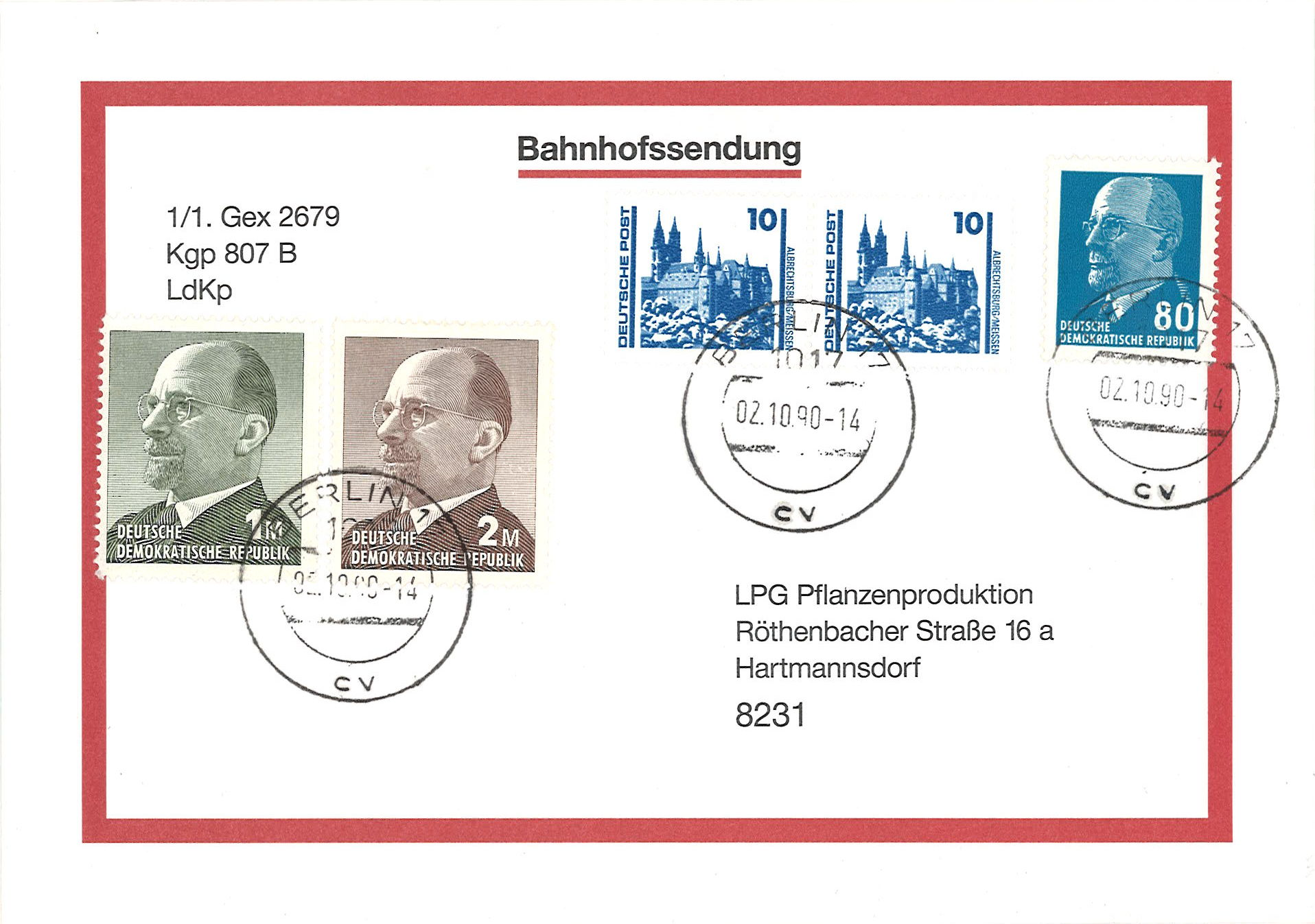
Bahnhofssendung vom 2. Oktober 1990, VGO (unregelmäßige Einlieferung)
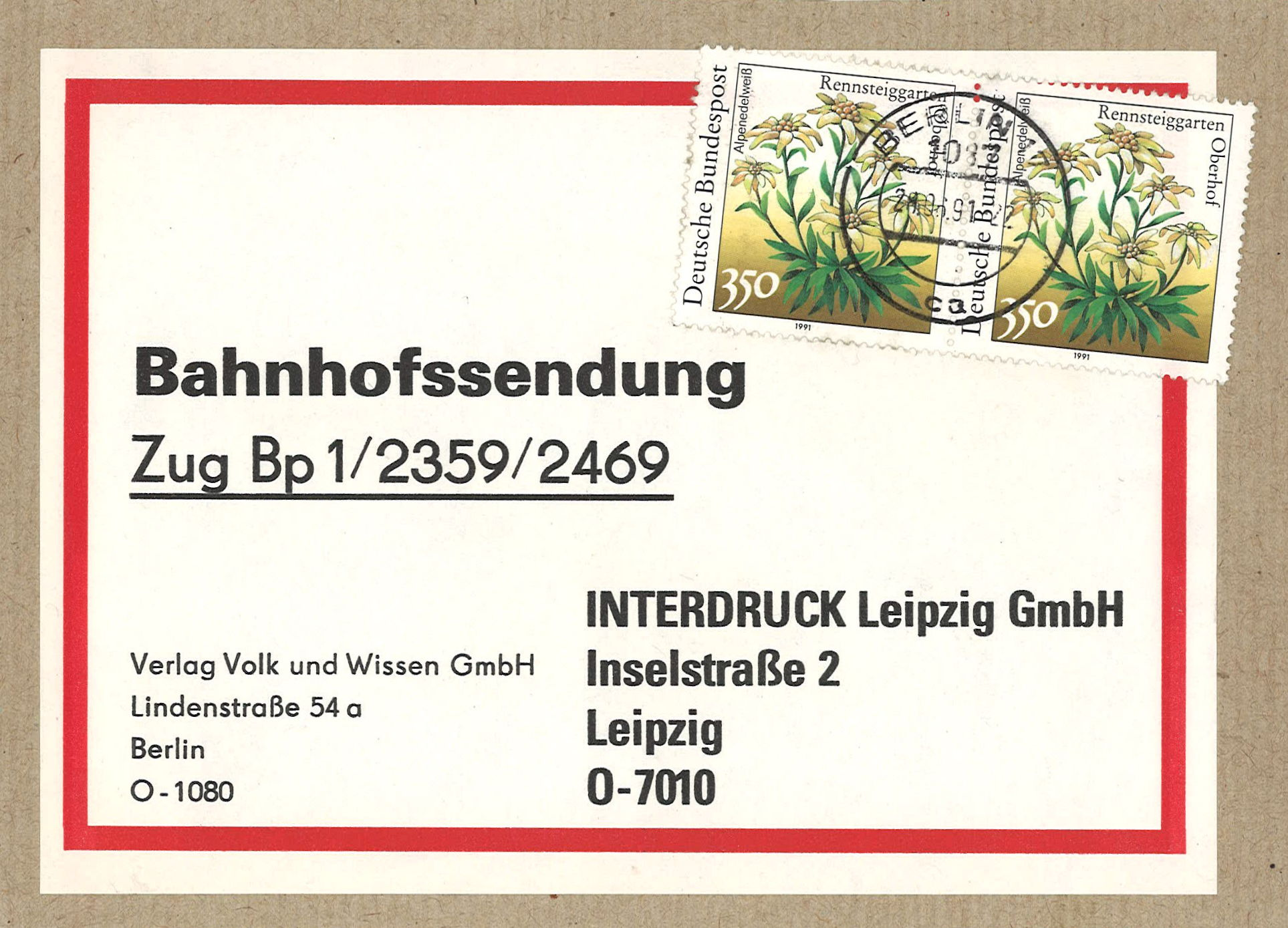
Bahnhofssendung vom 28. Juni 1991, VGO

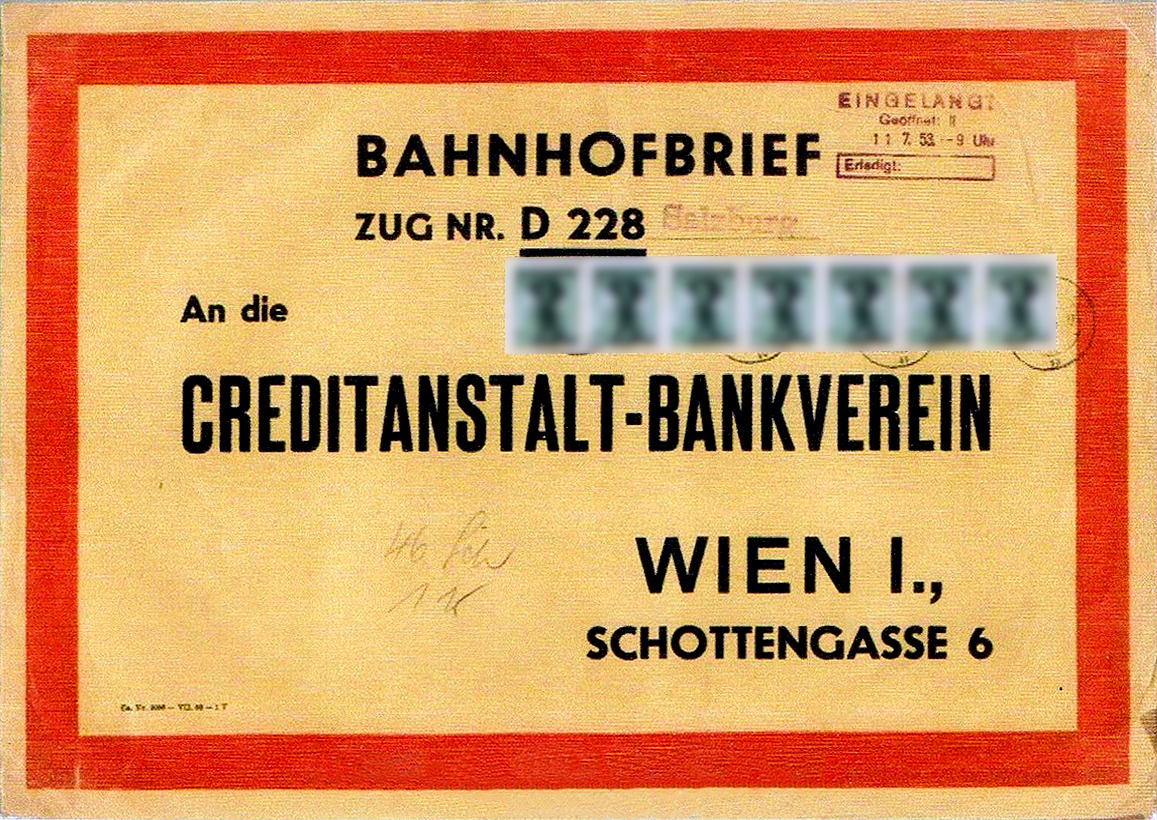
Bahnhofbrief der Österreichischen Post von 1953

## Österreich
Auch die österreichische Post offerierte die Sendungsart „Bahnhofbrief“, die Schreibweise lautete ohne Fugen-s. Diese Beförderung gab es seit dem 1. Januar 1900. Damals wurde die Bahnhofsvermittlungsgebühr monatlich verrechnet. Ab 1. September 1951 war je Brief eine Gebühr für die Behandlung als Bahnhofbrief zu entrichten. Seit dem 1. Oktober 1916 mussten die Briefe mit einem zumindest 1 cm roten Rand gekennzeichnet werden. Zusätzlich mussten oben in der Mitte die Angaben „Bahnhofbrief“, darunter die Nummer des Zuges und die Aufgabestation gemacht werden. Der Postlauf wurde mit einem Ankunftsstempel bestätigt. Mit Ablauf des 30. Septembers 1999 wurde diese Versandart in Österreich eingestellt.

## Schweiz
Bahnhofbriefe – auch hier die Schreibweise ohne Fugen-s – existierten auch in der Schweiz. Ab 1894 eröffnete die Schweizer Post die Möglichkeit, die dem Zug übergebenen Sendungen bei der Ankunft direkt am Bahnpostwagen abzuholen. Es wurde zusätzlich zum Porto je Sendung anfänglich eine Monatsgebühr von 1 Fr. erhoben. Die neue Beförderungsart wurde vorwiegend von der Schweizerischen Depeschenagentur (SDA) genutzt, die ab 1894 das Pressewesen mit in- und ausländischen Meldungen versorgte. Die vorkommenden Postbelege aus der ersten Hälfte des 20. Jahrhunderts stammen von dieser. Es handelt sich vor allem um Privatganzsachen, die bis 1930 hergestellt werden konnten. Danach sollten die Sendungen eine sog. Z-Etikette tragen. Es kam dann zu weiteren Aufklebern (Eil-Sendung) oder Aufdrucken (HORS-SAC, Depeschen-Pli). Ab 1996 stellte die Schweizer Post diese Beförderungsform wieder ein.